# All the Young Dudes
All the Young Dudes är ett musikalbum av Mott the Hoople. Det släpptes i september 1972 på Columbia Records och spelades in i London. Bandet var egentligen på väg att bryta upp, men de fick hjälp av David Bowie som producerade skivan, och också skrev titellåten, vilket gav gruppen en stor hit. Den blev även en av de mest kända låtarna inom glamrocken. Man spelade även in en cover på Velvet Underground-låten "Sweet Jane" som fick inleda skivan.

## Låtlista
1. "Sweet Jane"
2. "Momma's Little Jewel"
3. "All the Young Dudes"
4. "Sucker"
5. "Jerkin' Crocus"
6. "One of the Boys"
7. "Soft Grund"
8. "Ready for Love-After Lights"
9. "Sea Diver"

## Listplaceringar
- Billboard 200, USA: #89[1]
- UK Albums Chart, Storbritannien: #21[2]